# Robert Grant Aitken
Robert Grant Aitken (31 de desembre de 1864 - 29 d'octubre de 1951) va ser un astrònom nord-americà. Era parcialment sord, i havia d'usar un aparell auditiu. Es va casar amb Jessie Thomas al voltant de 1888, tenint tres fills i una filla. El seu net, Robert Baker Aitken, és un reconegut mestre de Budisme Zen.

## Treball
Va treballar en l'Observatori Lick a Califòrnia. Va dur a terme un estudi sistemàtic sobre estels binaris, realitzant mesuraments sobre les seves posicions, i calculant les seves òrbites. Va crear un vast catàleg d'aquest tipus d'estels, que incloïa la informació orbital que va permetre als astrònoms cacular estadístiques de les masses estel·lars per a grans nombres d'estels.
També va mesurar les òrbites d'estels i satèl·lits naturals de planetes. Va ser editor cap de Publications of the Astronomical Society of the Pacific (Publicacions de la societat astronòmica del Pacífic), des de 1898 fins a 1942.

## Honors
Premis
- Medalla Bruce (1926)
- Gold Medal of the Royal Astronomical Society (1932)

Objectes anomenats en el seu honor
- Asteroide (3070) Aitken
- Cràter lunar «Aitken» (1970), part de la Conca Aitken del pol Sud lunar.[1]